# Добыча урана в Канаде

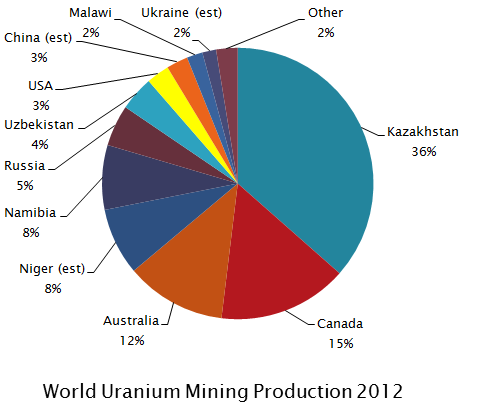
Распределение добычи урана по странам на 2012 год

Доля Канады в добыче урана  составляла (на 2009 год) 20 % от мировой.
В основном, добыча сконцентрирована в регионе Саскачеван, где уже имеются выработанные шахты, при этом 14,5 % мировой добычи производилось в шахте МакАртур-Ривер. 
Долгое время Северная Америка была лидером по добыче крупнейшим  экспортёром урана; в 2009 году Казахстан занял первое место по добыче ресурса, сдвинув Канаду на второе место. 

## История
Впервые месторождения урана были разведаны в 1930-х годах. Исследователь Гилберт Лабин обнаружил смоляную обманку у берега Большого Медвежьего озера, Северо-Западные территории. После этого компания «Eldorado Mining and Refining» начать разработку месторождений. Была построена шахта Эльдорадо, где велась добыча радия, урана и серебра и металлургический завод, на котором переплавлялась руда радия.
Во время Второй мировой войны, вследствие открытия Манхэттенского проекта спрос на уран резко поднялся. В результате правительство Канады экспроприировало урановые рудники и организовало государственное предприятие Eldorado Mining and Refining по добыче урана. Добыча контролировалась геологической службой страны.
Запрет на частные заготовки был снят в 1947 году. Это привело к расширению добычи и открытию новых шахт: Рэйрок, Банкрофт, Эллиот-Лэйк, Ураниум-Сити. К 1956 году были обнаружены новые урановые месторождения, и уже к 1959 году в стране действовали 23 шахты. 
В 1959 году экспорт канадского урана оценивался в 330 млн долл., что превысило объём любого другого товара, экспортируемого страной в этом году. 
В начале 1960-х годов спрос на уран в военных целях сократился, и в 1965 году Канада начала политику продажи урана только для использования в мирных целях. Это ознаменовало конец высокой ценности урана на мировом рынке, и количество действующих в стране шахт сократилось до четырёх. Федеральное правительство инициировало программу накопления запасов урана для использования как топлива для отечественной атомной промышленности. Данная программа закончилась в 1974 году, когда спрос на уран снова поднялся, что позволило повысить объёмы экспорта.